# بای‌گلایکن
بای‌گلایکَن (انگلیسی: Biglycan) یک پروتئوگلیکان غنی از توالی لوسین است که در ماتریکس برون‌یاخته‌ای بافت‌های گوناگونی همچون استخوان، غضروف و زردپی یافت می‌شود. این پروتئین در انسان توسط ژن «BGN» کُد می‌شود که بر روی کروموزوم ایکس واقع است. این پروتئین در گذشته با نام «پروتئوگلیکان-۱» (PG-I) شناخته می‌شد.
بایگلایکن در معدنی‌سازی استخوان نقش دارد. در موش‌ها، غیرفعال‌شدن ژن سازندهٔ این پروتئین منجر به بروز پوکی استخوان و کاهش سرعت رشد و کاهش تراکم استخوانی می‌گردد.
هستهٔ مرکزی این پروتئین به فاکتور رشد «BMP-4» متصل شده و بر روی فعالیت زیستی آن اثر می‌گذارد. گزارش شده‌است که بایگلایکن برای فعالیت استخوان‌سازی این فاکتور رشد، ضروری است. شواهدی در دست است که نشان می‌دهد بای‌گلایکَن به مولکول «TGF beta 1» هم اتصال می‌یابد.